# Le Rocher-Percé
A Regionalidade Municipal do Condado de Le Rocher-Percé está situada na região de Gaspésie-Îles-de-la-Madeleine na província canadense de Quebec. Com uma área de mais de três mil quilómetros quadrados, tem, segundo o censo de 2005, uma população de cerca de dezenove mil pessoas sendo comandada pela cidade de Chandler. Ela é composta por 6 municipalidades: 3 cidades, 2 municípios e 1 território não organizado.

## Municipalidades

### Cidade
- Chandler
- Grande-Rivière
- Percé

### Municípios
- Port-Daniel–Gascons
- Sainte-Thérèse-de-Gaspé

### Território não organizado
- Mont-Alexandre